# Una melma animata
Una melma animata è l'ottava storia della serie horror per ragazzi La Strada della Paura, scritta da R. L. Stine. È stata l'ottava ad essere pubblicata in Italia.

## Trama
Al, un piccolo genio della chimica, per regalo riceve un set da Piccolo Chimico e inizia ad armeggiarci come può, creando una bomba puzzolente. Il risultato è molto superiore di quello aspettato dal suo creatore: quella che doveva essere una bombetta puzzolente si rivela essere una strana sostanza melmosa color arancione semovente in grado di succhiare l'intelligenza a chiunque venga a contatto con essa.